# Mutuelles de Bretagne
Les Mutuelles de Bretagne Finistère sont une union de mutuelles, organisme privé mutualiste établi à Brest, dans le Finistère, spécialisé dans la gestion de services sanitaires et sociaux (EHPAD, centres de soins, aide à domicile, crèches, etc.).

## Historique
Les Mutuelles de Bretagne virent le jour le 5 septembre 1905 par le regroupement de 70 des 107 mutuelles du Finistère.
Le site de ces mutuelles indique qu'elles avaient « dès leur origine », pour objectif de « réduire les inégalités et d'offrir à tous, quelle que soit la situation sociale, un accès à des soins et à des services de qualité et de proximité ».
En 2011, la Cour d'appel de Rennes statuant à la demande du syndicat des chirurgiens dentistes du Finistère qui reproche aux Mutuelles de Bretagne une concurrence déloyale et un détournement de clientèle par voie publicitaire, fait obligation aux Mutuelles de Bretagne « de cesser de diffuser auprès de ses adhérents et de quiconque tout courrier, prospectus ou plaquettes à caractère publicitaire »,.
Leur effectif était de 350 salariés en 2017, date à laquelle elles ne regroupent plus que trois mutuelles.

## Statut
Les Mutuelles de Bretagne dépendent du Livre III du code la mutualité. Elles n'ont ni actionnaires, ni adhérents particuliers, et bénéficient d'un contrôle allégé.

## Financement
Outre la part restant à charge des usagers, le financement se fait sous la forme de subventions, accordées par l'agence régionale de santé  (ARS) pour les frais médicaux, ou par d'autres entités telles la caisse d'allocation familiale, le conseil départemental, etc. pour les autres prestations qu'elle propose.
Les agences régionales de santé perçoivent à ce titre des dotations de l'État. Les fonds proviennent de l'assurance maladie, d'une fraction du produit de la contribution de solidarité pour l’autonomie, de la contribution sociale généralisée, d'un prélèvement de 0,3% sur les pensions de retraite dépassant un certain seuil, et de la caisse nationale de solidarité pour l’autonomie,.[pertinence contestée]
Les organismes gestionnaires privés ne sont pas tenus de publier leurs comptes, lesquels sont approuvés par les représentants des mutuelles adhérentes. Les mutuelles dites de livre 3, si elles dépassent un volume fixé par décrêt, sont soumises en la matière à l'article L 114-38 du code de la mutualité et doivent désigner un commissaire aux comptes devant être convoqué à chaque assemblée générale par le président du conseil d'administration.
Selon l'AFP, le chiffre d'affaires 2016 était de 16 millions d'euros.

## Services et établissements gérés
L'organisme gère les établissements du Finistère suivants[source insuffisante]:
- cinq centres d'optique ;
- cinq cabinets dentaires ;
- une résidence mixte d'appartements pour seniors et jeunes en formation ;
- un village d'appartements seniors ;
- un cabinet d'infirmiers ;
- deux crèches ;
- trois services de soins infirmiers et d'aide à domicile ;
- un centre d'hébergement pour adultes ;
- un établissement hospitalier pour personnes âgées dépendantes (EHPAD).

## Affaire judiciaire de Richard Ferrand
Les Mutuelles de Bretagne font l'objet d'une affaire judiciaire depuis 2017, après les révélations concernant leur ancien directeur général Richard Ferrand dans le Canard enchaîné.
Richard Ferrand, qui a exercé sa fonction de 1993 à 2012 avant de devenir député puis ministre, est mis en cause par le journal dans une affaire de montage immobilier au profit de sa compagne Sandrine Doucen.
Joëlle Salaün, qui a succédé à Richard Ferrand une fois celui-ci élu député, à la tête des Mutuelles de Bretagne après avoir été son adjoint, et dont le compagnon Hervé Clabon a été embauché comme assistant parlementaire par Richard Ferrand, affirme qu'il n'existe pas de « lien juridique ou patrimonial » entre Richard Ferrand et Sandrine Doucen, alors que le couple a eu une fille en 2004 (qui possède aujourd’hui 1% de la SCI au cœur du montage), et s’est pacsé en 2014.
Le président du conseil d'administration, Rémi Salaün, déclare dans un communiqué aux médias que Richard Ferrand a agi en « parfaite conformité avec les mandats tenus par le conseil d'administration », le recours au contrôle par le Commissaire aux comptes n'étant pas nécessaire selon lui,.
En septembre 2019, Richard Ferrand est mis en examen pour prise illégale d'intérêts,,.